# 怀特河 (密西西比河支流)
怀特河（英語：White River）是密西西比河的一条支流，流经美国的阿肯色州和密蘇里州，长约1162个公里。